# Physics of Fluids
Physics of Fluids est une revue scientifique en mécanique des fluides, à comité de lecture et de parution mensuel. Elle a été fondée par l'American Institute of Physics en 1958 et est publiée par l'American Institute of Physics. Le journal s'attache à mettre en avant des recherches originales basées sur des approches théoriques, numériques et expérimentales.
Jusqu'en 1988, le journal couvrait à la fois la recherche en mécanique des fluides et en physique des plasmas. De 1989 à 1993, la publication est séparée en deux journaux : Physics of Fluids A pour la mécanique des fluides et Physics of Fluids B pour la physique des plasmas. En 1994, Physics of Plasmas devient un journal à part entière. La partie mécanique des fluides est alors de nouveau publiée sous le nom original du journal, Physics of Fluids.
Physics of Fluids était à l'origine publié en coopération avec le département de dynamique des fluides de l'American Physical Society (APS-DFD). En 2016, l'American Physical Society a fondé son propre journal sous le nom de Physical Review Fluids. Pendant la période 1985–2015, Physics of Fluids a publié la Gallery of Fluid Motion. Cette publication regroupe des photographies, images et de vidéos d'écoulement de fluide, récompensées pour leur qualité. L'origine des contributions peut aussi bien venir de résultats expérimentaux que de simulations numériques. À partir de 2016, la Gallery of Fluid Motion est publié par l'American Physical Society dans son journal Physical Review Fluids.
Le prix François Naftali Frenkiel, décerné annuellement, fut créé par l'American Physical Society en 1984 d'après le nom du fondateur du journal. Il a pour objectif de récompenser un jeune chercheur ayant publié un article notable dans Physics of Fluids au cours de l'année précédente.
Les journaux Physics of Fluids A, Physics of Fluids B et Physics of Fluids étaient classés troisième, quatrième et sixième sur la période 1981–2004 dans la catégorie des journaux de mécanique des fluides et de physique des plasmas, sur la base de leur facteur d'impact. Le facteur d'impact 2019 de Physics of Fluids est de 3,514 d'après le Journal Citation Reports.
| Directeur de la publication | Directeur de la publication | Directeur de la publication |
| --------------------------- | --------------------------- | --------------------------- |
| Nom                         | Période d'activité          | Remarque                    |
| François N. Frenkiel (en)   | 1958–1981                   | Fondateur du journal        |
| Andreas Acrivos (en)        | 1982–1997                   |                             |
| John Kim (en)               | 1998–2015                   | Co-directeur                |
| L. Gary Leal (en)           | 1998–2015                   | Co-directeur                |
| A. Jeffrey Giacomin         | 2016–aujourd'hui            | Directeur actuel            |